# 阿夫達特

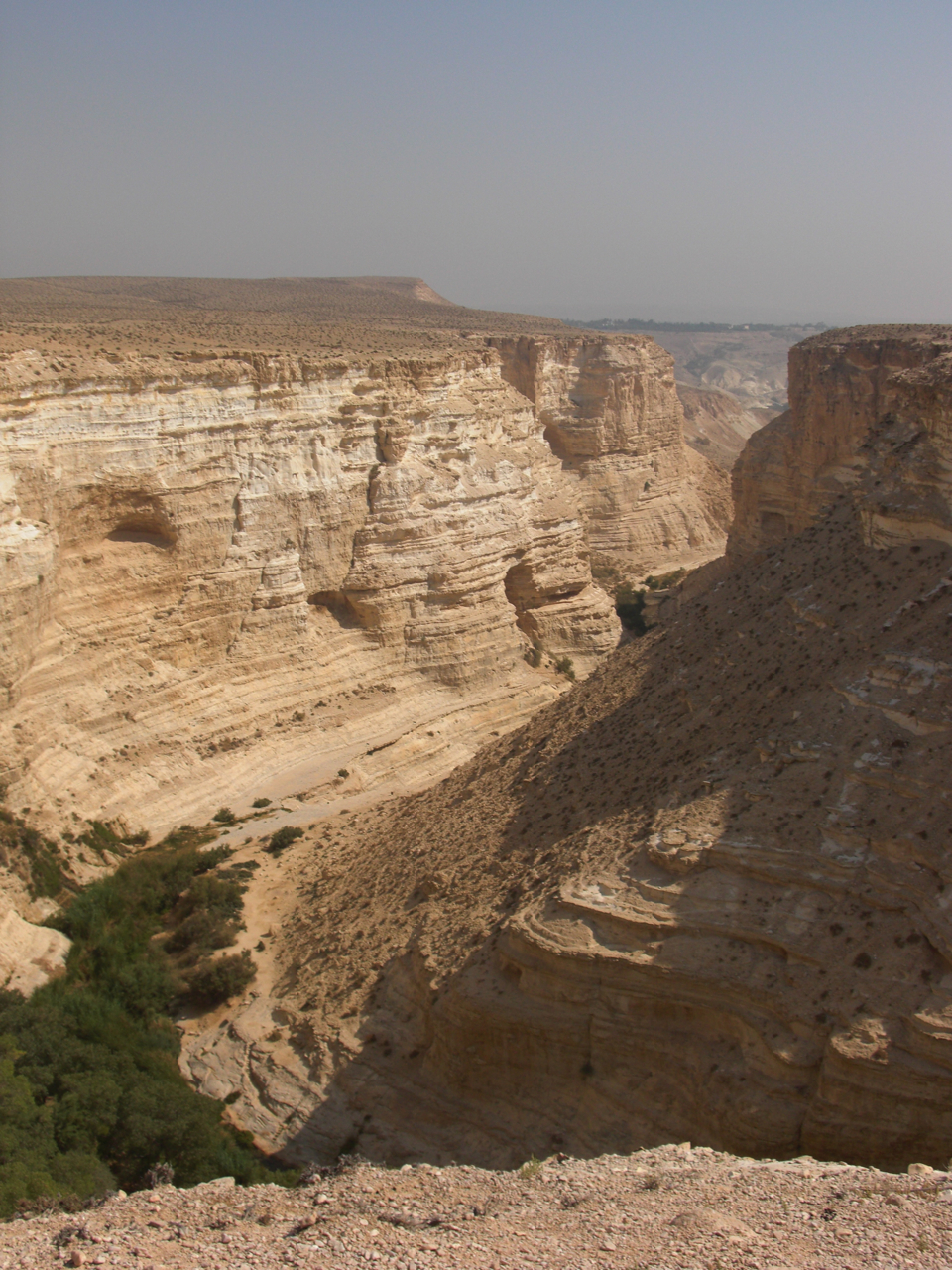
阿夫達特

阿夫達特（希伯來語：עין עבדת）是位於以色列內蓋夫沙漠內的一個峽谷。考古學證據證明這裡在古代曾有納巴泰人和天主教僧侶居住。阿夫達特的南端有許多泉水自岩石縫隙中湧出，附近生長有耐鹽植物。在希臘化時期，這裡曾是香料之路上的要道。現在這裡作為國家公園得到保護。

## 外部連結
- Ein Avdat National Park